# Eritea (isola)
Eritea, Eritía o Erytheia (in greco Ἐρύθεια, il cui significato potrebbe essere correlato con il colore rosso e il tramonto) è il nome di una regione che nell'antichità era identificata con la baia di Cadice, o con un'isola situata nelle sue vicinanze. Il termine fu utilizzato dal geografo Eforo di Cuma e da Filistide, e si riferiva al fatto che i suoi primi abitanti, d'origine tirica, dicevano di provenire dal mare Éritro.
Plinio il Vecchio  riporta che: "Sul lato che guarda verso la Spagna, a circa 100 passi di distanza, c'è un'altra lunga isola, larga tre miglia, su cui sorgeva la città originale di Gades"

## Mitologia
in essa Eracle sconfisse Gerione e rubò il suo gregge di buoi.
Secondo lo Pseudo-Apollodoro, sarebbe anche il luogo dove, all'epoca della Gigantomachia, il Gigante Alcione rubò il gregge di buoi che Elio vi faceva tenere.

## Storia
Secondo Strabone, Gadeira era il nome che gli indigeni utilizzavano per indicare il luogo dove si era stabilita la prima colonia fenicia ed era anche il sito dell’originaria colonia punica
Nel Medioevo, l'isola era chiamata "Isola di San Pietro" (San Pedro).
La città, scomparsa a causa dello sfruttamento delle sue caverne e l'erosione marina, doveva estendersi dal Castello di Santa Catalina fino la punta del Nao, dove si trovava il tempio d'Astarte o della Venere marina.